# Al-Fayha FC
al-Fayha FC (arabisch نادي الفيحاء Nādī d-Faiḥāʾ) ist eine saudi-arabische Fußballmannschaft mit Sitz in al-Madschmaʿa in der Provinz Riad, die in der Saudi Professional League spielt. Die Vereinsfarben sind orange und blau, darauf bezieht sich die Bezeichnung al-Burtuqali („die Orangen“). Die Heimspiele werden im Sportstadion von al-Madschma'a (Al Majma'ah Sports City Stadium) ausgetragen, das bis 2019 nach König Salman ibn Abd al-Aziz benannt war.
al-Fayha wurde 1953 in der Kleinstadt al-Madschmaʿa gegründet. Nach der Fusion mit einem anderen Club namens Minich wurde al-Fayha im Jahre 1966 offiziell eingetragen. Seit April 2017 ist al-Fayha in der nationalen Profiliga vertreten.

## Erfolge
- Saudi First Division (2. Liga): 1. Platz 2017
- King Cup: 2022

## Bekannte Spieler
- Faneva Andriatsima (2019)
- Amine Chermiti (2016–2017)
- Ismaël Diakité (2015–2016)
- Iury Lírio Freitas de Castilho (2019)
- Emilio Izaguirre (2017–2018)
- Samuel Owusu (2019)
- Alexandros Tziolis (2017–2019)
- Carlos Villanueva Rolland (2019)[1]

## Bekannte Trainer
- Constantin Gâlcă (Mai–November 2017)
- Slavoljub Muslin (Oktober 2018–Februar 2019)